# Monopis nigroleuca
Monopis nigroleuca är en fjärilsart som beskrevs av Bradley 1982. Monopis nigroleuca ingår i släktet Monopis och familjen äkta malar. Inga underarter finns listade i Catalogue of Life.